# 福井市明倫中学校
福井市明倫中学校（ふくいし めいりんちゅうがっこう）は、福井県福井市木田にある公立中学校。

## 特色
福井市立明倫中学校（旧第一中学校）、福井市光陽中学校（旧第二中学校）、福井市明道中学校（旧第三中学校）、福井市進明中学校（旧第四中学校）、福井市成和中学校（旧第五中学校）は、同時期（1947年（昭和22年））に創立された。これら5つの中学校は福井市内で最も歴史ある中学校であり、これらを総称して福井五中という。

## 沿革
- 1947年（昭和22年）5月1日 - 福井市第一中学校として創立。
- 1949年（昭和24年）4月1日 - 福井市明倫中学校に改称。

## 校歌
- 室田外吉作詞／庭本俊雄作曲

## 部活動
第37回全国中学校ハンドボール競技大会に北信越ブロックから出場し、優勝を果たした。

## 学校周辺
- 福井市木田小学校
- 福井南郵便局

## アクセス
- 京福バス すまいる 南ルート（木田・板垣方面）または60系統 羽水高校線「木田さざんか児童館」バス停留所下車。

## 著名な卒業生
- SING J ROY（レゲエミュージシャン）
- 坪内知佳（コンサルタント、起業家）
- 石立真悠子（ハンドボール選手）
- 川島悠太郎（ハンドボール選手）